# Can Bonomo
Can Bonomo, född 16 maj 1987 i Izmir, är en turkisk-judisk sångare, musiker, producent och DJ. Han representerade Turkiet i Eurovision Song Contest 2012 med låten "Love Me Back" efter att ha valts ut internt av TRT.

## Biografi
Can Bonomo började sin musikkarriär som åttaåring genom att spela gitarr och gitarrspelet har han fortsatt med. Bonomo flyttade till Istanbul när han var 17 år där han fortsatte att utveckla sin musikkarriär medan han även arbetade som ljudtekniker. Han studerade även film och television vid Bilgi University och tog examen 2010. Medan han studerade spelade han musik tillsammans med amatörband och gjorde flera spelningar i både Izmir och Istanbul. Några år tidigare hade han ett eget radioprogram på Number 1 FM, "Can Bonomo Show". Programmet fortsatte därefter att sändas på N101 Radio och blev ett av de  mest populära i landet. Han blev sedan anställd hos MTV Turkey där han bland annat arbetade som programledare. Under sin tid som student vid Bilgi University skapade han en kortfilm med titeln "Hoppala". Filmen fick uppmärksamhet och på så vis fick han en av huvudrollerna i NBC:s nya komediserie, "+18". Kort därefter släppte han sitt debutalbum med titeln Meczup i januari 2011. Albumet tog två år att färdigställa. Alla låtar är skrivna av Bonomo själv och albumet är producerat av Can Saban.

## Eurovision
Den 9 januari 2011 blev det klart att han skulle representera sitt hemland i Eurovision Song Contest 2012. Den 22 februari 2012 blev det klart att låten han skulle framträda med i Baku var "Love Me Back". Han deltog i den andra semifinalen den 24 maj. Därifrån tog han sig vidare till finalen som hölls den 26 maj och där hamnade han på 7:e plats med 112 poäng.

## Diskografi

### Album
- 2011 – Meczup

### Singlar
- 2012 – Love Me Back